# Wahleach Lake
Wahleach Lake är en sjö i Kanada.   Den ligger i provinsen British Columbia, i den södra delen av landet, 3 400 km väster om huvudstaden Ottawa. Wahleach Lake ligger 632 meter över havet. Arean är 4,6 kvadratkilometer. Den sträcker sig 5,7 kilometer i nord-sydlig riktning, och 2,5 kilometer i öst-västlig riktning.
I omgivningarna runt Wahleach Lake växer i huvudsak barrskog. Runt Wahleach Lake är det mycket glesbefolkat, med 4 invånare per kvadratkilometer.